# Contro
Contro è il sedicesimo album in studio del gruppo italiano Nomadi, pubblicato il 10 giugno 1993.

## Descrizione
L'album contiene le ultime incisioni con Augusto Daolio alla voce e anche il contributo di Dante Pergreffi al basso. I brani già pronti vengono integrati con l'inserzione di contributi dei nuovi membri: al basso troviamo Elisa Minari, mentre Francesco Gualerzi e Danilo Sacco si alterneranno a sostituire Augusto dagli album successivi. Per il singolo Ad est, ad est viene realizzato un videoclip, in realtà dopo il titolo di coda, il brano inedito integrale durata 7 minuti e 34 secondi al completo.
Nel corso dell'anno i Nomadi tornano a suonare dal vivo proponendo la strumentale Suoni come inizio dei concerti.
Le canzoni del disco in dettaglio:
- Contro: brano sulla guerra, sui giovani e sulla volontà di non arrendersi. "Contro" l'ipocrisia di chi a parole parla di amore ma poi finisce per finanziare le guerre.
- Il muro: brano dedicato al famoso muro di Berlino
- Marinaio di vent'anni brano dedicato alla leggenda dell'Olandese Volante
- Santina dedicata a una bambina che ha la vita distrutta dalla droga
- Il mongolo: sulla personalità che trascende il modo di presentarsi
- Pietro: una descrizione del mondo di oggi senza morali
- Il libero: brano sulla non accettazione della vita senza i propri ideali
- Soltanto un gioco: dove l'amore è paragonato alla passione che sicuramente è destinata a rimanere nel tempo
- Ad est, ad est: una sorta di testamento spirituale di Augusto Daolio, dove il cantante, ormai malato, preannuncia la sua nuova avventura verso un nuovo sole.

## Tracce
1. Contro – 4:34 (Giuseppe Carletti e Odoardo Veroli)
2. Il muro – 4:43 (testo: Daniele Taurian – musica: Giuseppe Carletti e Odoardo Veroli)
3. Marinaio di vent'anni – 3:51 (testo: Daniele Taurian – musica: Giuseppe Carletti e Odoardo Veroli)
4. Santina – 4:09 (Gisberto Cortesi)
5. Il mongolo – 3:59 (testo: Romano Rossi – musica: Giuseppe Carletti e Odoardo Veroli)
6. Pietro – 5:08 (testo: Daniele Taurian – musica: Giuseppe Carletti e Odoardo Veroli)
7. Il libero – 4:53 (testo: Edi Toffoli – musica: Edi Toffoli, Giuseppe Carletti e Odoardo Veroli)
8. Soltanto un gioco – 6:37 (testo: Daniele Taurian – musica: Giuseppe Carletti e Odoardo Veroli)
9. Ad est, ad est – 5:05 (testo: Daniele Taurian – musica: Giuseppe Carletti e Odoardo Veroli)

## Formazione
Gruppo
- Augusto Daolio – voce
- Beppe Carletti – tastiere
- Cico Falzone – chitarre
- Dante Pergreffi – basso
- Daniele Campani – batteria
- Elisa Minari – basso
- Francesco Gualerzi – sax
- Danilo Sacco – chitarra ritmica

Altri musicisti
- Francesco Germini – violino